# Forte Santa Lucia
Forte Santa Lucia, originariamente chiamato Werk Schwarzenberg,  è stata una fortificazione posta a sud-ovest di Verona, parte del complesso sistema difensivo cittadino e più in particolare del primo campo trincerato di pianura, messo in opera tra 1848 e 1856. Il terrapieno, il fossato e lo spalto furono realizzati nel 1848, mentre il ridotto e il fronte di gola furono impostati nel 1859; i lavori furono diretti dall'Imperiale Regio Ufficio delle Fortificazioni di Verona.
Intitolato al principe Felix von Schwarzenberg, luogotenente feldmaresciallo, comandante di brigata sotto Josef Radetzky durante la guerra del 1848-1849, il forte è stato completamente spianato e demolito all'inizio del Novecento, in quanto l'originario sito d'impianto era compreso all'interno del parco ferroviario di Porta Nuova.

## Descrizione
Si tratta di un piccolo forte di tipo poligonale con ridotto centrale e con terrapieno con impianto simmetrico a lunetta, con fianchi convergenti e fronte di gola rientrante. Il forte, situato circa 300 metri dietro l'abitato di Santa Lucia, faceva sistema con i forti Fenilone e Palio. Esso intersecava la strada proveniente da Mantova, obbligandola a deviare dal tracciato antico verso porta Palio, mentre le sue artiglierie battevano dal fronte principale la ferrovia Verona-Mantova e, dal fianco destro, l'innesto della ferrovia del Brennero con la ferrovia Milano-Venezia.
All'interno del forte il ridotto casamattato era composto da due segmenti di torre cilindrica contrapposti e raccordati da un corpo rettilineo più stretto. La semitorre minore, con funzione di caponiera, sporgeva al centro del fronte di gola, nella cui ala destra si apriva il portale di accesso con il ponte levatoio. Il terrapieno, con le postazioni di artiglieria a cielo aperto, era difeso dal solo fossato asciutto perimetrale, finì così per essere declassato nel 1861, in seguito alla costruzione della linea più avanzata del secondo campo trincerato, anche se mantenne comunque la funzione di sicurezza contro infiltrazioni di fanteria.

## Armamento
L'armamento della fortificazione consisteva in:
- 6 bocche da fuoco

## Presidio di guerra
Il presidio in caso di guerra della fortificazione consisteva in:
- 60 uomini